# Comuna de Lubawa
Lubawa (polaco: Gmina Lubawa) é uma gminy (comuna) na Polónia, na voivodia de Vármia-Masúria e no condado de Iławski. A sede do condado é a cidade de Lubawy.
De acordo com os censos de 2004, a comuna tem 10 386 habitantes, com uma densidade 43,9 hab/km².

## Área
Estende-se por uma área de 236,64 km², incluindo:
- área agricola: 78%
- área florestal: 13%

## Demografia
Dados de 30 de Junho 2004:
|                      | Total   | Total | Mulheres | Mulheres | Homens  | Homens |
| -------------------- | ------- | ----- | -------- | -------- | ------- | ------ |
|                      | pessoas | %     | pessoas  | %        | pessoas | %      |
| População            | 10 386  | 100   | 5145     | 49,5     | 5241    | 50,5   |
| Densidade (pop./km²) | 43,9    | 100   | 21,7     | 21,7     | 22,1    | 22,1   |

De acordo com dados de 2002, o rendimento médio per capita ascendia a 1314,05 zł.

## Subdivisões
- Byszwałd, Czerlin, Fijewo, Gierłoż, Grabowo, Gutowo, Kazanice, Losy, Lubstyn, Lubstynek, Ludwichowo, Łążyn, Mortęgi, Omule, Pomierki, Prątnica, Raczek, Rakowice, Rożental, Rumienica, Sampława, Szczepankowo, Targowisko, Tuszewo, Wałdyki, Zielkowo, Złotowo.

## Comunas vizinhas
- Dąbrówno, Grodziczno, Iława, Lubawa, Nowe Miasto Lubawskie, Ostróda, Rybno